# Boxen (Brilon)
Boxen, ältere Schreibweise auch Boxzen, ist ein wüst gefallener Ort in der Nähe von Brilon. Er ist schon vor 1300 als Siedlung zerstört gewesen.
Er lag im Glennetal, nordwestlich von Scharfenberg. Der Ort wurde als bedeutender Hof mit Waldung und Feldmark in einer Verkaufsurkunde von 1306 erwähnt: 198 Morgen Hof, 32 Morgen Kamp und 15 Echtwerke wurden von Cord van Boxzen und seiner Ehefrau Margarethe an Volkert Baeke aus Brilon verkauft. 1380 verkaufte Sander Bäcke, Bürger aus Brilon, seine Güter in Boxen an Henken Hudekellen in Brilon.
Der Ort ist wie viele andere Orte im späten Mittelalter dem großen Wüstungsprozess zum Opfer gefallen. Es hat sich dabei wohl um einen schleichenden, langsamen Vorgang gehandelt. Dieser setzte um 1300 ein. Über die Gründe für das Verlassen des Ortes gibt es unterschiedliche Theorien. Vermutet wird beispielsweise die Anziehungskraft der Stadt Brilon. Ein weiterer Grund waren Pestepidemien und das Bedürfnis der Bewohner, in befestigten Städten Schutz zu suchen.